# Hecamedoides corleonensis
Hecamedoides corleonensis är en tvåvingeart som först beskrevs av Canzoneri 1980.  Hecamedoides corleonensis ingår i släktet Hecamedoides och familjen vattenflugor.
Artens utbredningsområde är Italien. Inga underarter finns listade i Catalogue of Life.